# Саскачевански глечер
Саскачевански глечер (енгл. Saskatchewan Glacier) представља долински глечер планинске глацијације који се спушта са циркног ледника Колумбија у јужном делу канадских Стеновитих планина. Из његовог терминалног басена истиче река Северни Саскачеван. Налази се у границама националног парка Банф у јужном делу канадске провинције Алберта.
Према мерењима обављеним 1960. дужина глечера је око 13 км а површина око 30 км². Дебљина леда измерена на 8 км пре терминалног басена износила је 400 метара. У периоду између 1893. и 1953. ледник је прешао растојање од 1.364 метра, а просечна годишња брзина кретања између 1948. и 1953. износила је 55 м/год.